# Доктор Детройт
«Доктор Детройт» — кинофильм. Фильм собрал 10,8 миллиона долларов при бюджете в 8 миллионов долларов

## Сюжет
Клиффорд Скридлоу(Дэн Эйкройд) — профессор литературы в чикагском колледже Монро, президентом которого является его отец. Скридлоу специализируется на рыцарском благородстве в литературе.
Однажды Скридлоу знакомится с четырьмя женщинами, которые оказываются проститутками. Их сутенёр Смут Уокер задолжал крупную сумму некой Мамочке, которая заправляет организованной преступностью в городе. Уокер придумывает историю о своём бизнес-партнёре по имени Доктор Детройт. Вследствие ряда недоразумений за доктора Детройта принимают Скридлоу, оказавшегося в центре разборок преступного мира и вынужденного в конце концов активно противостоять возглавляемой Мамочкой преступной организации, одновременно пытаясь утаить происходящее от своих родителей.

## В ролях
- Дэн Эйкройд — Клиффорд Скридлоу/Доктор Детройт
- Ховард Хессеман[англ.] — Смут Уолкер
- Фрэн Дрешер — Карен Бихштейн
- Донна Диксон — Моника МакНил
- Лидия Лей — Жасмин Ву
- Т. К. Картер[англ.] — Диаволо Вашингтон
- Линн Уитфилд — Тельма Клеланд
- Кейт Мурта[англ.] — Мама
- Джордж Ферт[англ.] — Артур Скридлоу
- Нэн Мартин — Маргарет Скридлоу
- Питер Эйкройд[англ.] — Мистер Фрэнкман
- Гленн Хидли — Мисс Дэббилайк
- Роберт Корнтуэйт[англ.] — Профессор Блаунт
- Парли Баэр[англ.] — Джадж Роберт Э. Ли Дэвис-Джексон
- Джон Капелос[англ.] — спешивший прохожий
- Джеймс Браун — лидер группы, камео
- Стивен Уильямс — Джуниор Суит
- Эндрю Дагган[англ.] — Хармон Раузехорн
- Блэкки Дэммет[англ.] — Эдди
- Майк Хагерти — полицейский